# João da Silva, 4.º senhor de Vagos
João da Silva, senhor de Vagos por herança de seu pai, foi um fidalgo, diplomata, e militar português.
Tem o seu magnifico túmulo renascentista, obra do escultor Diogo Pires-o-Moço, no Mosteiro de São Marcos de Coimbra.

## Biografia
Como fez parte da facção derrotada na Batalha de Alfarrobeira, o rei D. Afonso V faz saber, por carta de 5 de Outubro de 1450, que doava à sua mãe D. Beatriz de Meneses a capela de São Marcos de Tentúgal mas que esta não seria transmissível a seu favor nem de seu irmão Fernão Teles de Meneses, 4º senhor de Unhão por terem ambos participado naquela luta contra ele. Um perdão régio, de 22 de Abril de 1451, viria no entanto a reabilitá-lo.
No período compreendido entre 1432 e 1458 terá se envolvido na defesa de Ceuta. Neste último ano igualmente participa numa expedição de socorro à praça de Arzila, que se encontrava cercada pelo rei de Fez.
De regresso ao Reino de Portugal foi nomeado. em 21 de Março de 1459, camareiro-mor do príncipe herdeiro D. João. Sua mãe que era sua aia, do referido delfim e futuro rei. Como corolário deste clima favorável passou a desempenhar desde 6 de Abril de 1461 as funções de alcaide-mor do castelo de Sintra, por renúncia de seu irmão acima. Ainda em 26 de Novembro desse ano foi contemplado com a alcaidaria do castelo de Montemor-o-Velho, que pertencia ao mestrado de Avis obediente ao Condestável D. Pedro.
A sua fortíssima amizade ao mestre de Avis tornou-o num indefectível seguidor. Acompanhou-o nas suas digressões. D. Pedro em determinada altura definiu-o como «statui nostro ac partiae defensioni plurimum valere». Como resultado desta confiança nomeou-o em 3 de Maio de 1464 capitão da vila e do condado de Castellon de Ampurias.
Destacou-se na ocupação do castelo de Palau de Sa Verdera, na região do Ampurdão, de considerável importância estratégica.
Tal como seu irmão teve inúmeras dificuldades com os da Generalidade catalã de receber os impostos provenientes do condado que lhe estava confiado. Chegou a ameaçar o seu representante com a pena de morte.
De modo a pôr termo a este ambiente de conflitualidade decidiu D. Pedro enviar-lhe uma missiva, 6 de Fevereiro de 1466, para se deslocar até à Inglaterra para negociar o seu casamento real com a princesa Margarida de Iorque, o que não veio a acontecer devido à morte prematura deste monarca ocorrida em 29 de Julho.
No decurso da Guerra de Sucessão de Castela, que opôs D. Afonso V aos Reis Católicos, exerceu as funções de fronteiro-mor em Ouguela, próximo de Campo Maior. No entretanto, aquela localidade foi atacada em Junho de 1475 pela hoste do cavaleiro João Fernandes Galindo, e em pleno campo de batalha defrontaram-se num duro duelo. Nele o espanhol morreu, expulsando assim o adversário, mas o português não resistiu aos ferimentos, vindo a falecer alguns dias depois.

## Dados genealógicos
Pai: Aires Gomes da Silva, 3.º senhor de Vagos
Mãe: D. Brites de Menezes, filha de D. Martinho de Meneses, senhor de Cantanhede.
Casou com Branca Coutinho, sua prima segunda, filha de Fernão Coutinho, senhor de Penaguião, Armamar, Fontes e Guadim e de Maria da Cunha, 3.ª senhora de Basto.
Filhos:
- Aires da Silva, 5.º senhor de Vagos casado com D. Guiomar de Castro
- D. Fernando Coutinho, bispo de Lamego e do Algarve
- Beatriz da Silva casado com Manuel de Melo, alcaide-mor de Olivença
- Gonçalo da Silva, alcaide-mor de Abiul casado com Joana da Silva
- Maria da Silva casada com Diogo Lopes de Sousa
- Isabel da Silva casada com Fernão Mascarenhas, Comendador de Aljustrel
- Leonor da Silva casada com Cristóvão de Melo, alcaide-mor de Évora e com D. Henrique Henriques, 3º senhor das Alcáçovas